# ديلنيات
الديلنيات هي رتبة من النباتات المزهرة تتبع طائفة ثنائيات الفلقة من شعبة حقيقيات الأوراق. يحتمل أن تحتوي على فصيلة واحدة هي الديلنية. نظام APG الثالث من عام 2009 كما النظام السابق APG الثاني لعام 2003 لم يضع الفصيلة الديلنية تحت أي رتبة ستيفنز في موقع نسالة النباتات الكاسية البذور وضع في وقت لاحق الديلنية تحت رتبة الديلنيات.
نظام كرونكويست لعام 1981، اعترفت بهذه الرتبة ووضعها في صنف الديلنيانيات Dilleniidae. وقد وضع هذا النظام الفصائل التالية تحت هذه الرتبة:
- الديلنية
- الفاونية

أما نظام تختجان لعام 1969 فقد أورد الفصائل التالية تحت رتبة الديلنيات:
- الديلنية
- المتصالبية

يضع نظام APG III فصيلة الفاونية تحت رتبة كاسرات الحجر.